# Università pontificia cattolica di Minas Gerais
La Pontifícia Universidade Católica de Minas Gerais (PUC-MG) è un ente di istruzione superiore brasiliana, con sede a Belo Horizonte in Minas Gerais.
L'ateneo è stato fondato nel 1958.